# Randy Piper

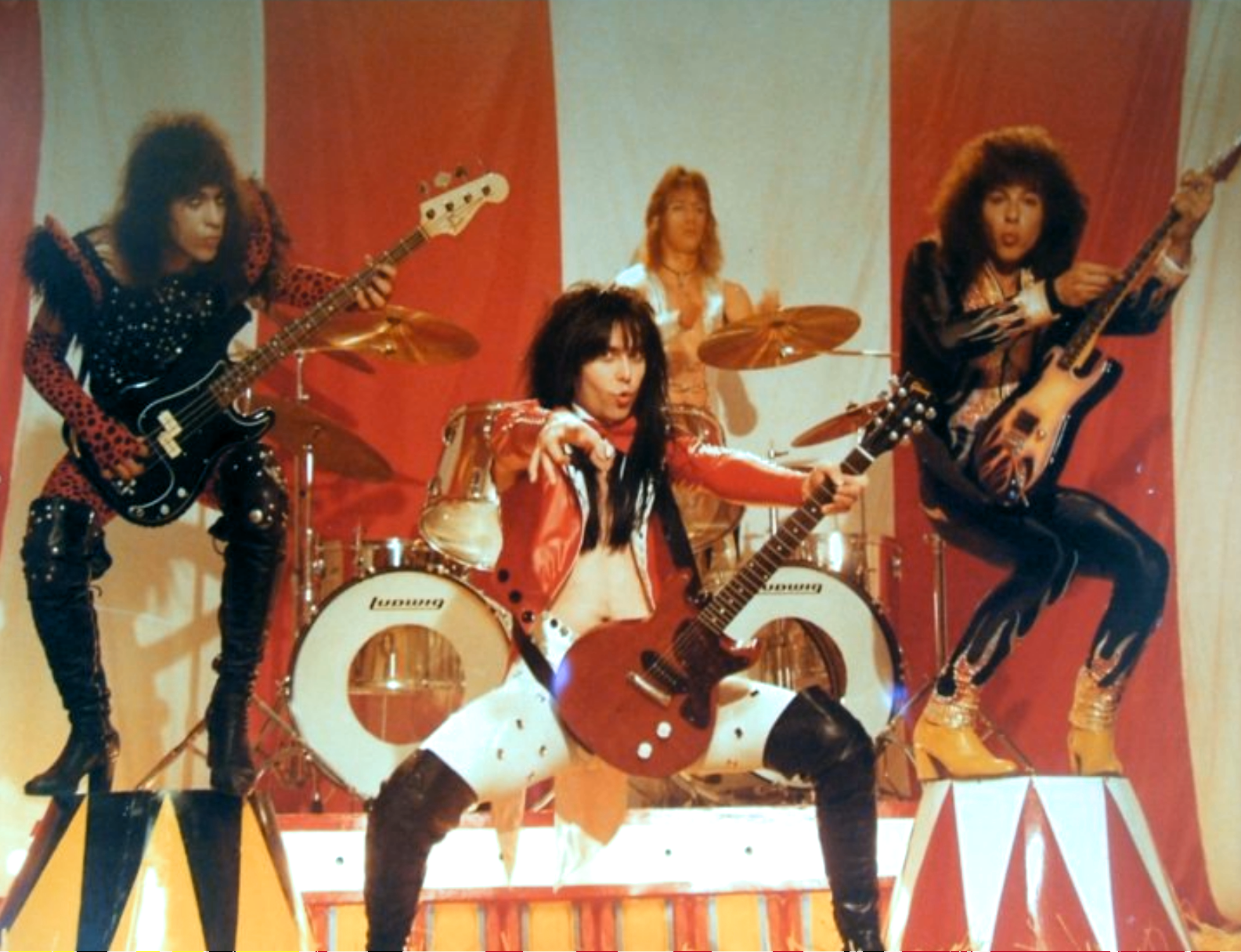
Circus Circus med Randy Piper (längst till höger) och Joey Palermo, Blackie Lawless och Jimi Image.

William Randall "Randy" Piper, född 13 april 1953 i San Antonio, Texas, är en amerikansk gitarrist. Han är en av originalmedlemmarna i W.A.S.P. och var bandets gitarrist från 1982 till 1986.
Piper träffade Blackie Lawless omkring 1976 och bildade gruppen Sister. Under en kort tid spelade Nikki Sixx elbas i bandet. Sister splittrades och Lawless bildade bandet Circus Circus tillsammans med Piper. Inte heller detta band lyckades slå, och Pipers och Lawless vägar skildes för några år. År 1982 återförenades de och bildade W.A.S.P. tillsammans med Rik Fox och Tony Richards.
Inför W.A.S.P.:s debutalbum hoppade Fox av och ersattes med Chris Holmes. Pipers insats i W.A.S.P. blev, förutom turnerande, bandets två första alster, W.A.S.P. (1984) och The Last Command (1985). Pipers enda insats som låtskrivare är låten "Savage" som förekommer som bonusspår på det sistnämnda albumets återutgåva 1998. "Savage" utgör även B-sida på singeln "Blind in Texas". Året därpå, 1986, lämnade Piper gruppen. Efter detta bildade han Randy Piper's Animal.

## Diskografi

### W.A.S.P.
- 1982 – Face the Attack (demo)
- 1984 – W.A.S.P.
- 1985 – The Last Command